# Le Patchwork de la vie
Pour plus de détails, voir Fiche technique et Distribution.
Le Patchwork de la vie (How to Make an American Quilt) est un film américain de Jocelyn Moorhouse sorti en 1995.

## Synopsis
Finn, étudiante fraîchement diplômée, se prépare à se marier avec Sam, son fiancé, mais elle a peur de perdre sa liberté. Chaque semaine, la tante de Finn, sa sœur et leurs amies se retrouvent pour coudre des courtepointes à thème, et parlent de leurs mariages et de leurs espoirs.

## Fiche technique
- Titre : Le Patchwork de la vie
- Titre original : How to Make an American Quilt
- Réalisation : Jocelyn Moorhouse
- Scénario : Jane Anderson d'après un roman de Whitney Otto
- Production : Amblin Entertainment et Universal Pictures
- Producteur : Steven Spielberg[1]
- Durée : 116 minutes
- Musique : Thomas Newman
- Date de sortie :
  - États-Unis : 6 octobre 1995
  - France : 19 juin 1996

## Distribution
- Kate Capshaw (VF : Anne Rochant) : Sally
- Adam Baldwin : le père de Finn
- Winona Ryder (VF : Barbara Delsol) : Finn
- Dermot Mulroney (VF : Tanguy Goasdoué) : Sam
- Ellen Burstyn (VF : Ginette Pigeon) : Hy
- Anne Bancroft (VF : Paule Emanuele) : Glady Joe
- Maya Angelou (VF : Liliane Gaudet) : Anna
- Alfre Woodard (VF : Maïk Darah) : Marianna
- Lois Smith : Sophia
- Jean Simmons (VF : Nicole Favart) : Em
- Kate Nelligan (VF : Véronique Augereau) : Constance
- Denis Arndt : James
- Rip Torn (VF : Jean-Claude Sachot) : Arthur
- Derrick O'Connor (VF : Michel Fortin) : Dean
- Johnathon Schaech (VF : Maurice Decoster) : Leon
- Samantha Mathis (VF : Julie Turin) : Sophia, jeune
- Loren Dean (VF : William Coryn): Preston
- Melinda Dillon : Mrs. Darling
- Ari Meyers : Duff
- Joanna Going (VF : Anneliese Fromont) : Em, jeune
- Tim Guinee : Dean, jeune
- Richard Jenkins : Howell
- Tamala Jones : l'arrière-grand-mère d'Anna
- Esther Rolle : la tante Pauline
- Rae'Ven Larrymore Kelly (en) : Anna, jeune
- Gail Strickland (VF : Maïté Monceau) : The Mrs.
- Jared Leto (VF : Mathias Kozlowski) : Beck
- Claire Danes  (VF : Alexandra Garijo) : Glady Joe, jeune
- Alicia Goranson : Hy, jeune
- Holland Taylor : Mrs. Rubens
- Will Estes : un teufeur
- Mykelti Williamson (VF : Thierry Desroses) : Winston

## Récompenses et nominations
- Nommé en tant que meilleure distribution lors de la 2e cérémonie des Screen Actors Guild Awards